# Zakład Mleczarski w Toruniu
Zakład Mleczarski w Toruniu – zakład mleczarski od 2005 roku działający w strukturach Okręgowej Spółdzielni Mleczarskiej w Łowiczu. Mieści się przy ul. Bolesława Chrobrego 64/80. W latach 1905–2005 zakład był samodzielną firmą.
Historia zakładu sięga końca 1904 roku, kiedy kilku przedsiębiorców – producentów mleka zainteresowanych budową mleczarni – nabyło za 120 tysięcy marek grunt przy obecnej ul. Chrobrego. Koszt budowy i wyposażenia obiektu szacowano na około 150 tysięcy marek.
Od 1977 roku mleczarnia działa przy ul. Chrobrego 64/80, dokąd została przeniesiona do nowoczesnego zakładu. W 1988 zakład zatrudniał 259 osób. Wartość sprzedaży za ten rok wyniosła 2423 mln zł, a zaangażowanych środków trwałych brutto 970 mln zł.
W 2005 roku przedsiębiorstwo zostało włączone do Okręgowej Spółdzielni Mleczarskiej w Łowiczu, zatrudniając wówczas 127 osób. W 2007 roku uruchomiono magazyn wysokiego składowania, a w 2008 — nową linię do produkcji serka wiejskiego oraz mleka UHT. W 2016 roku na terenie zakładu oddano do użytku beztlenową podoczyszczalnię ścieków.